# Proczki
Proczki (prononciation : [ˈprɔt͡ʂki]) est une localité polonaise de la gmina de Zabór dans le powiat de Zielona Góra de la voïvodie de Lubusz dans l'ouest de la Pologne.
Elle se situe à environ 3 kilomètres au sud-est de Zabór (siège de la gmina) et 17 kilomètres à l'est de Zielona Góra (siège du powiat et de la diétine régionale).
La localité comptait approximativement une population de 22 habitants en 2006.

## Histoire
Le nom allemand du village était Ludwigsthal. De 1742 à 1945, Ludwigsthal fait partie de l'arrondissement de Grünberg-en-Silésie dans le district de Liegnitz au sein de la province de Silésie.
Après la Seconde Guerre mondiale, avec les conséquences de la Conférence de Potsdam et la mise en œuvre de la ligne Oder-Neisse, le territoire de la localité est intégré à la République populaire de Pologne. La population d'origine allemande est expulsée et remplacée par des polonais.
De 1975 à 1998, la localité appartenait administrativement à la voïvodie de Zielona Góra.

Depuis 1999, elle appartient administrativement à la voïvodie de Lubusz.

## Personnalités notables
- Rudolf Sieckenius (1896–1945), général de la Wehrmacht, commandant de la 16. Panzer-Division